# Vernantes
Vernantes – miejscowość i gmina we Francji, w regionie Kraj Loary, w departamencie Maine i Loara.
Według danych na rok 2010 gminę zamieszkiwały 1982 osoby, a gęstość zaludnienia wynosiła 48 osób/km².